# ヴィオレッタ (映画)
『ヴィオレッタ』（原題：My Little Princess）は、2011年公開のフランスの映画。母である写真家イリナ・イオネスコの被写体として幼い頃からヌードを含むモデルとなっていた女優・エヴァ・イオネスコが、その経験を基にした母親と娘の葛藤のストーリーを自ら監督し映画化した作品で、初の長編劇映画監督作品となった。
第64回カンヌ国際映画祭に出品された際には、本作が児童ポルノにあたるかどうかが議論され、その後の各国での公開に際してもレイティングに関する議論を巻き起こした。

## ストーリー
1970年代のフランス、元画家アンナの一人娘で12歳のヴィオレッタは、窓から墓地の見える家で暮らす。ネグレクト気味で、たまにしか帰らない母と曾祖母は仲が悪い。ある日、アンナはヴィオレッタを自宅のスタジオに入れ、鏡に囲まれた部屋でドレスを着せ、化粧を施して写真のモデルをさせる。ヴィオレッタは授業中に撮影のポージングをまねて注意されるほどモデルを面白がるが、アンナは学校の保護者会などには不熱心で、普通の人々を凡人だと見下す。アンナにカメラを贈ってくれた画家のエルンストに作品を見せたところ、好評を得て、アンナはさらにヴィオレッタを撮り続ける。
撮影の衣装やセッティングは回を追うごとに黒いガーターベルトやベール、墓に供える花環や十字架、髑髏や不気味な人形など、退廃的で妖艶なものに、また下着姿や脚を開くポーズなど過激なものになってゆく。アンナは個展で批評家にも高く評価され、貧しかった家は高額のギャラで豊かになる。保守的で信心深い曾祖母は最初のうち悪魔的なスタジオの様子に恐れをなし止めさせようとするが、アンナの強い反発を受け、ひたすら神に祈り続ける。アンナはヌードやトイレで用を足す姿まで撮ろうとし、ヴィオレッタは嫌悪する。芸術家としてさらに知名度を高め、シド・ヴィシャスから招待を受けたアンナとヴィオレッタはロンドンに行く。シドにお姫様のように扱われ、マリファナを勧められキスをするヴィオレッタだが、翌日の撮影でアンナにヌードになることを求められ激しく反発し、撮影から逃げ出す。ヴィオレッタは撮影を拒否するようになるが、この頃にはかつてローラースケートで子供らしく遊んでいた彼女の普段着は娼婦のように肌の露出の多いものになり、他の子供たちからいじめを受け教師からも注意されるようになる。しかしアンナは芸術を理解しない凡庸な人々からの嫉妬であると意に介さない。そしてヴィオレッタへの当てつけのように、彼女へのプレゼントのドレスを別のモデルに着せようとする。それに激昂したヴィオレッタはカメラの前に立ち、アンナはヌードになるように言う。
曾祖母が亡くなり、アンナの写真は娘に対する児童虐待であるとの告発が行われ、裁判所に親権を剥奪される恐れがあると通告される。ヴィオレッタはソーシャルワーカーと対話する中で撮影をやめても自分の写真が流通することに疑問を持つ。アンナが受けたカウンセリングのテープを聞いたヴィオレッタは、母が曾祖父から祖母に対するレイプの結果生まれた望まれない子だったと知り衝撃を受ける。アンナはその件を口から出まかせを言ったとごまかすものの、ヴィオレッタの精神的不安定を狂った男たちの血が流れているからだという。ある日自分のヌードが雑誌に載り大々的に流通していることを知ったヴィオレッタは、路上でひったくりを働き施設に収容される。他の非行少女たちと生活するヴィオレッタは長い金髪を短く切り、服装もスポーティーなものになっている。面会に訪れたアンナに気付いたヴィオレッタは、施設の窓を抜け出し、母の「愛してる」の声に振り向くことなく森へ続く草原を駆け抜けてゆき、映画は幕を閉じる。

## キャスト
- アンナ - イザベル・ユペール
- ヴィオレッタ - アナマリア・ヴァルトロメイ
- マミー - ジョルゲッタ・レアウ
- エルンスト - ドニ・ラヴァン
- ジャン - パスカル・ボンガール（フランス語版）
- アップダイク - ジェトロ・キャーヴ
- アントワーヌ・デュピュイ - ルイ＝ド・ドゥ・ランクザン

## スタッフ
- 監督 - エヴァ・イオネスコ
- 脚本 - エヴァ・イオネスコ、マルク・ショロデンコ（フランス語版）、フィリップ・ル・ゲ（フランス語版）
- 製作 - フランツ・クサヴァー・フランツ
- 撮影 - ジャンヌ・ラポワリー（フランス語版）
- 美術 - フランソワ＝ルノー・ラバルト
- 音楽 - ベルトラン・ブルガラ
- 編集 - ロランス・ブリオー（フランス語版）
- 衣裳デザイン - キャサリン・ババ

## レイティング
本作品はフランスなどの国ではレイティングなしで上映されたが、日本での公開に当たっては映画倫理委員会（映倫）が、直接的ではないが児童の性行為を連想させる場面（msn産経ニュース記者の伊藤徳裕によれば、主人公がシド・ヴィシャスとともに横たわってキスをするシーンとされる）があるとして当初「区分適用外」と判断し、事実上公開が危ぶまれる状態となった。日本での配給・宣伝を担当するアンプラグドは、少女の裸が登場する場面は一切ないことを説明し再審査を申請したが結果は同じで、さらに映倫委員全員による再々審査を求めた。アンプラグド側は映画ファンを対象とした試写会でのアンケートを行い、児童ポルノにはあたらないという評価を多く得た結果を提出、原案となった実体験の被害児童自身でもあったエヴァ・イオネスコによる劇中描写への配慮などを訴えた。結果、修正なし、R15+（15歳未満鑑賞禁止）のレイティングにて公開が許可された。

## 公開
2011年に第64回カンヌ国際映画祭で批評家週間50周年記念映画として公開された。